# Rafael Lucio (municipalité)
La municipalité de Rafael Lucio est l'une des 212 municipalités de l'État de Veracruz, et est située dans la partie centrale de cet État. Située à l'ouest du golfe du Mexique, la municipalité est assise sur les contreforts de la Sierra Madre orientale, et se trouve dans le bassin versant du fleuve Río Actopan. Son chef-lieu est la ville éponyme de Rafael Lucio. Elle fait partie de la "Zona metropolitana de Xalapa", aire urbaine qui regroupe autour de la ville de Xalapa les municipalités faisant partie de sa sphère d'influence. Elle appartient également à la région administrative de Capital, qui est une des 10 subdivisions administratives de l'État de Veracruz, et qui comprend la capitale étatique, Xalapa.

## Géographie
La municipalité de Rafael Lucio se situe sur la rive nord de la rivière Río Sedeño, affluent du fleuve Río Actopan. Assise sur les contreforts de la chaîne de montagnes de la Sierra Madre orientale, son altitude oscille entre 1600 et 1900 mètres. Son chef-lieu, la ville éponyme de Rafael Lucio, se situe dans la partie sud-ouest de son territoire. Ce territoire couvre une superficie de 11,5 km2, et était peuplé en 2020 de 8343 habitants, pour une densité de 723 habitants par km2.
Cette municipalité fait partie de la Zona metropolitana de Xalapa (es), qui est composée des municipalités de Banderilla, Coatepec, Coacoatzintla, Emiliano Zapata, Xalapa, Jilotepec, Rafael Lucio, Tlalnelhuayocan et Xico, regroupant une population totale de 789 157 habitants.
Elle est limitrophe au nord de celle de Tlacolulan, à l'ouest de celle d'Acajete, au sud de celles de Tlalnelhuayocan et de Banderilla, et à l'est de celle de Jilotepec.

## Composition et démographie
La municipalité était composée en 2020 de 17 localités, dont une seule était considérée comme urbaine, les autres étant rurales.
| Localité             | Population |
| -------------------- | ---------- |
| Rafael Lucio         | 4837       |
| Piletas              | 1498       |
| El Rosario           | 725        |
| Teapan               | 592        |
| Colonia Tres de Mayo | 258        |
| Reste des localités  | 433        |
| Total population     | 8343       |

En plus de l'espagnol, plusieurs langues amérindiennes sont parlées dans la municipalité, dont les principales sont par ordre d'importance : le nahuatl, le popoluca, et le maya.

## Histoire
La municipalité est créée en 1932 et prend le nom de Rafael Lucio, en l'honneur d'un ancien maire de Xalapa.

## Économie

### Agriculture et élevage
La superficie des parcelles semées représentait en 2019 une surface totale de 208 hectares, parmi lesquels 150 hectares étaient voués à la culture du maïs, et 58 hectares étaient voués à celle de la pomme de terre.
En 2020, la production de viande par tonnes comprenait 114 tonnes de viande bovine, 187,2 tonnes de viande porcine, 15,2 tonnes de viande ovine, 5,3 tonnes de viande caprine, 19,3 tonnes de volailles, et 4,4 tonnes de dinde. La superficie vouée à l'élevage représentait alors 69 hectares.